# Beijerland (polder)
Beijerland is een polderlandschap in het westelijk deel van de Hoeksche Waard, een waard in de Nederlandse provincie Zuid-Holland. De aanduiding 'Beijerland' wordt niet vaak gebruikt omdat het landschappelijk en cultureel niet afwijkt van de rest van de Hoeksche Waard.
Het gebied is vanaf de 16e eeuw ontstaan toen Graaf Lamoraal van Egmont Beijerland stichtte, en vernoemde naar zijn echtgenote Sabina van Beieren. Toen ook Nieuw-Beijerland werd gesticht, veranderde de naam van het dorp Beijerland in Oud-Beijerland. Later werden de gronden ten zuiden van dit gebied ingepolderd, hierop werd Zuid-Beijerland gesticht.
Alblasserwaard¹ · Beijerland · Betuwe¹ · Bollenstreek¹ · Delfland · Drechtsteden · Eiland van Dordrecht · Goeree-Overflakkee · Groene Hart¹ · Hoeksche Waard · Holland¹ · Hollandse Biesbosch · IJsselmonde · Krimpenerwaard · Prins Alexanderpolder · Randstad¹ · Rijnland¹ · Rijnmond · Rivierengebied¹ · Schelde- en Maasdelta¹ · Schieland · Tielerwaard¹ · Tiengemeten · Voorne-Putten · Westland · Zuidplaspolder · Zwijndrechtse Waard
¹  ligt ook buiten Zuid-Holland